# Айгешат (район Вагаршапата)
Це стаття про село у районі міста Вагаршапат. Стаття про село у районі міста Армавір — Айгешат
Айгешат (вірм. Այգեշատ) — село в марзі Армавір, на заході Вірменії. Село розташоване на лівому березі річки Касах, за 9 км на північ від міста Вагаршапат, за 2 км на північний захід від села Дашт та за 1 км на південний схід від села Амберд.